# Saint Dominique à Soriano
Saint Dominique à Soriano (italien : San Domenico in Soriano) est un portrait de saint Dominique  (1170–1221)  qui a appartenu à partir de 1530 au  couvent dominicain de Soriano Calabro dans le sud de l'Italie. On croyait qu'il était d'origine miraculeuse et qu'il inspirait des miracles. Il a fait l'objet d'une fête catholique romaine célébrée le 15 septembre de 1644 à 1913. Son origine miraculeuse a fait l'objet de plusieurs peintures du XVIIe siècle. Plusieurs églises portent son nom. Le tableau original est perdu.

## Histoire
Aucune donnée biographique n'indique que Dominique lui-même se soit aventuré plus au sud de l'Italie que Rome[réf. nécessaire]. En 1510, les membres de l'Ordre dominicain ont fondé un couvent à Soriano Calabro.
Au début du XVIIe siècle, Silvestro Frangipane, un dominicain, a enquêté sur l'œuvre et a écrit un livre à ce sujet. Plusieurs membres supérieurs de son Ordre lui ont donné leur Imprimatur, et il a été publié en 1634. Selon Fra Frangipane : « Il arriva que, pendant la nuit précédant l'octave de la Nativité de la Madone [Note 1], en l'an de Notre Seigneur 1530, le sacristain de Soriano s'était levé, selon sa coutume, à 3 heures du matin pour allumer les lampes de l'église. Trois dames d'apparence merveilleuse, dont la première semblait très affligée par le chagrin, trouvant la porte ouverte, entrèrent. Leur chef, son chagrin se transformant en joie, a demandé : « De quelle église s'agit-il ? » Le sacristain a répondu : « Cette église est dédiée à saint Dominique. Nous n'avons aucune peinture sur les murs, à l'exception de cette représentation grossière de lui derrière l'autel. » La vénérable matrone a dit : « Pour que votre église ait une autre icône, prenez-la et donnez-la à votre supérieur. Ensuite, dites-lui de le placer au-dessus de l'autel. » Avec une grande révérence, le sacristain a accepté le cadeau et l'a apporté à son supérieur. Lorsque le supérieur et deux autres frères sont venus à l'église, les dames n'étaient visibles nulle part. L'un d'eux a dit plus tard : « Pendant que je m'agenouillais dans la prière, sainte Catherine la vierge m'est apparue et m'a dit : « Moi, avec la Vierge Mère de Dieu et la Madeleine, je vous ai conféré cette faveur ». »
Ce récit est largement celui accepté par l'Ordre dominicain aujourd'hui.
Le portrait acquit bientôt la réputation d'avoir des propriétés merveilleuses. Selon Fra Frangipane, s'il était jamais accroché dans un endroit autre que celui spécifié par la Vierge Marie, le lendemain matin, il serait de retour à sa place,:63-65 Il a décrit de nombreux autres miracles attribués à sa présence:65-235. Pas moins de 1 600 miracles ont été attribués à sa présence dans un espace de 78 ans[réf. nécessaire]. En 1644, le pape Innocent XII a ordonné un jour de fête le 15 septembre pour commémorer son origine et ses propriétés. La fête a peut-être été supprimée en 1913, lorsque le pape Pie X a déplacé ce qui avait été jusque-là la fête mobile de Notre-Dame des Douleurs à la date fixe du 15 septembre.
L'histoire plus récente du portrait semble inconnue[réf. nécessaire]. Soriano a été gravement endommagé par un tremblement de terre de magnitude 6,6. Elle a été reconstruite, mais en 1783, la Calabre a été frappée par une série de cinq tremblements de terre en deux mois. Le premier, le 5 février, était d'une magnitude de 7,0 et a rasé Soriano. Le troisième, le 7 février, était d'une magnitude de 6,6 et son épicentre était à 3 km de Soriano,. À Soriano même, 171 personnes sont mortes et des dégâts estimés à 80 000 ducats ont été causés. Le couvent a été reconstruit pour la deuxième fois, mais ne semble jamais avoir retrouvé sa réputation antérieure ; il semble disparaître des archives[réf. nécessaire]. Le portrait n'a peut-être pas survécu à l'un de ces événements.

## Une description de la peinture
En 1634, Fra Frangipane a écrit: 
« Et la figure de cette Image, qui est haute de cinq paumes et large de quatre, tient dans sa main droite un livre, et dans sa gauche un lys, est de stature moyenne, d'aspect beau, mais vénérable et mortifié, avec des caractéristiques quelque peu définies ; son nez est aquilin ; ses cheveux sont principalement blancs ; et le reste, comme celui de sa barbe, rougeâtre ; son visage est très blanc, comme s'il ne faisait qu'un avec la pâleur : ses yeux sont des plus sereins, et vous suivent partout où vous allez, induisant une légère sensation de terreur : ses vêtements et son habit ne s'étendent pas jusqu'aux talons, affichant ainsi son pieds vêtus de chaussures noires : et, en conclusion, l'ensemble du tableau ne montre rien d'autre que l'exécution céleste et divine. »

## Représentations artistiques
L'origine miraculeuse du portrait semble avoir été un sujet important pour l'art religieux en Italie et en Espagne au XVIIe siècle, comme en témoigne le nombre de peintures décrites plus loin dans cette section. On ne sait pas lequel, le cas échéant, des peintres avait vu l'original. Ces peintures sont cohérentes entre elles, en montrant saint Dominique en pleine longueur presque à taille réelle, portant son habit, avec un livre et un lis, se conformant ainsi généralement à la description de Fra Frangipane de 1634 mais diffèrent en détail. Ils sont également cohérents d'une autre manière : tous montrent les trois saints présentant la peinture ouverte à un ou plusieurs frères.
Exemples (avec provenance, si connue, classés approximativement par date) : 
- Première moitié du XVIIe siècle, Giovanni Battista Giustammiani (Italie), pour la Propositura di Santa Croce (it), Greve in Chianti, Toscane ; maintenant au musée Saint-François, Greve in Chianti[10].
- c. 1620, Carlo Bononi (Italie), Chiesa di San Domenico (Ferrara) (it)[11].
- 1626, Francisco de Zurbarán (Espagne), Santa María Magdalena, Séville[12].
- 1629, Juan Bautista Maíno (Espagne), Museo del Prado, Madrid[13].
- 1640, Matteo Rosselli (Italie), Basilique San Marco, Florence[réf. nécessaire]Jacopo Vignali  l'un des premiers exemples tirés de l'original[14].
- c. 1652 – c. 1657, Alonzo Cano (Espagne), Musée d'Art d'Indianapolis, Indiana[15],[16].

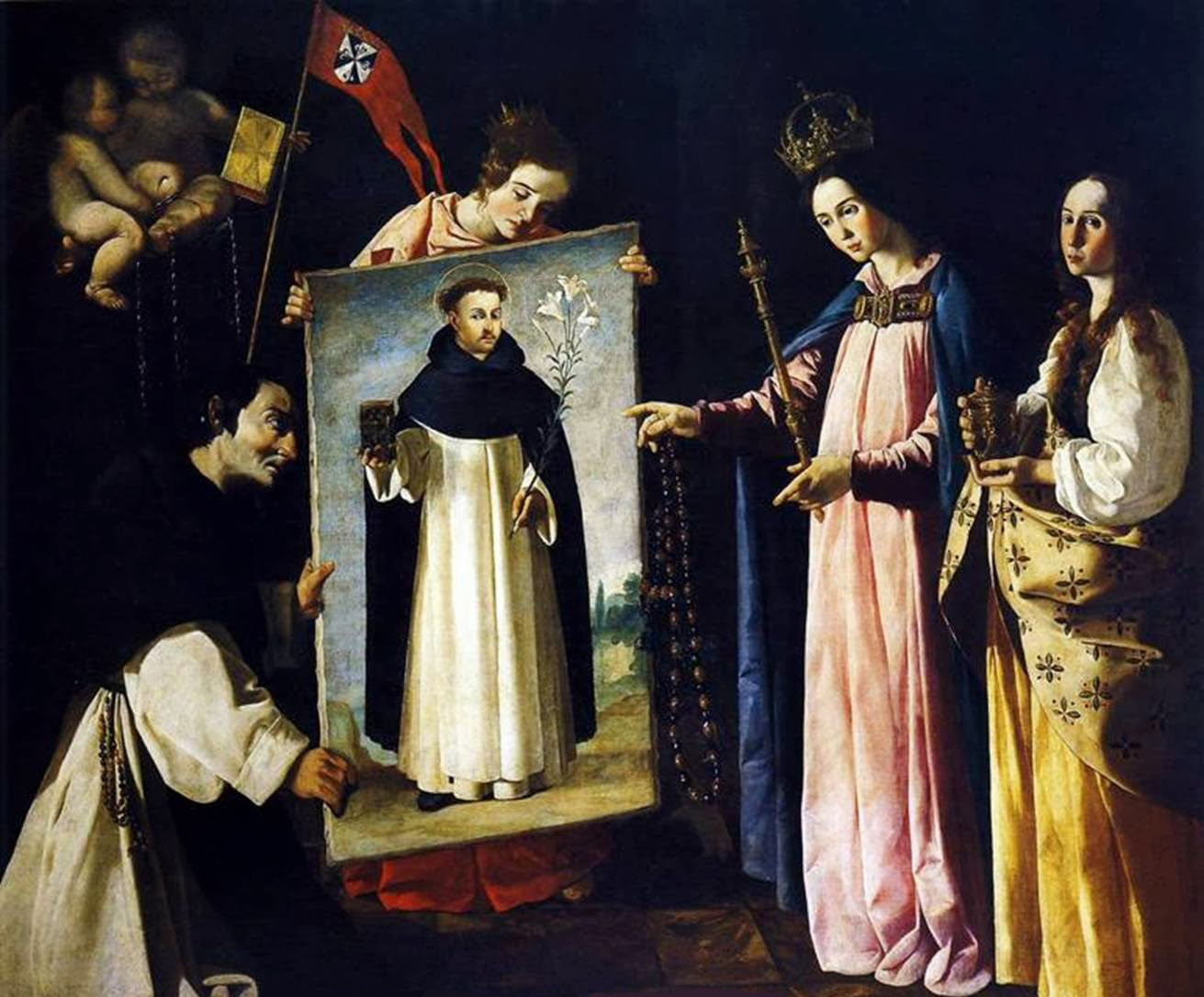
Francisco de Zurbarán.
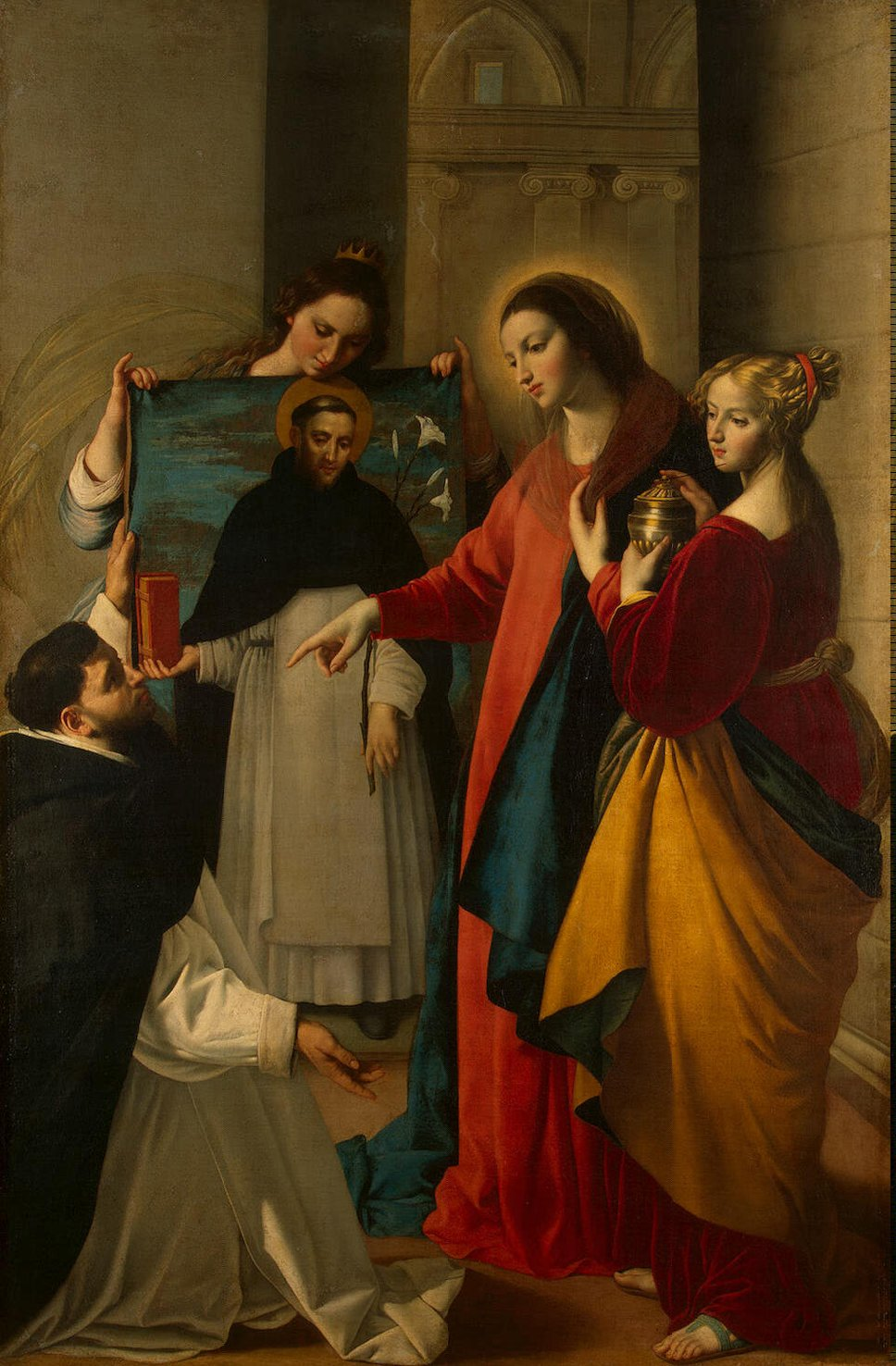
Juan Bautista Maíno.
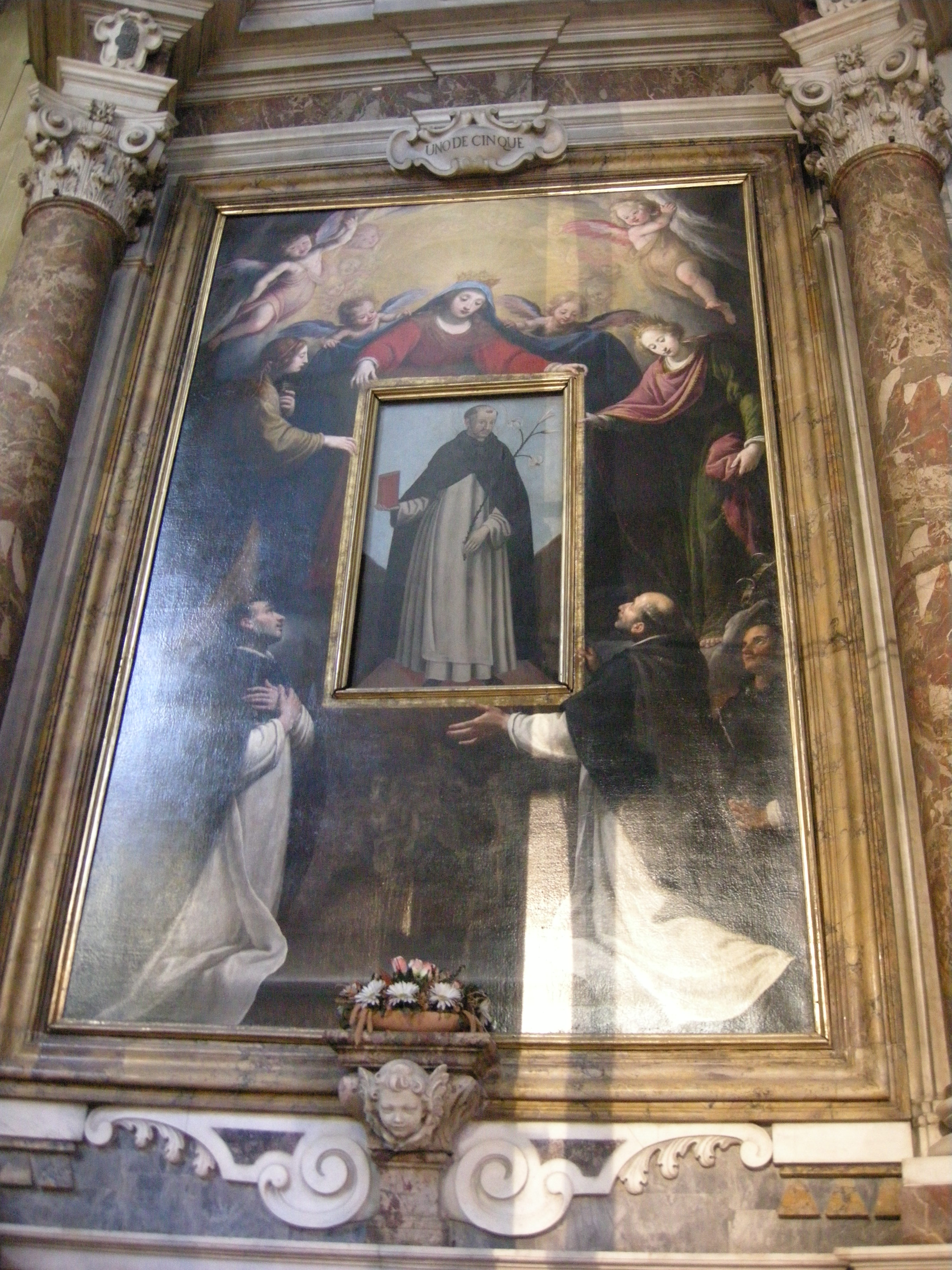
Matteo Rosselli.
Jacopo Vignali.

- c. 1655, Antonio de Pereda (Espagne), Museo Cerralbo, Madrid[réf. nécessaire].
- c. 1655, Giovanni Benedetto Castiglione (Italie) (la figure masculine en bas à droite est saint Ambroise), Santa Maria di Castello, Gênes[17].
- c. 1655, Le Guerchin (Italie), à l'église des dominicains, Bolzano.
- c. 1660, Pedro Atanasio Bocanegra (Espagne), une fois dans la collection de William Coesvelt, Amsterdam ; en 1815, acheté par le tsar Alexandre Ier de Russie ; maintenant au Musée de l'Ermitage, Saint-Pétersbourg[3].
- Dernier tiers du XVIIe siècle, Andrés Amaya (Espagne), Museo Nacional de Escultura, Valladolid.

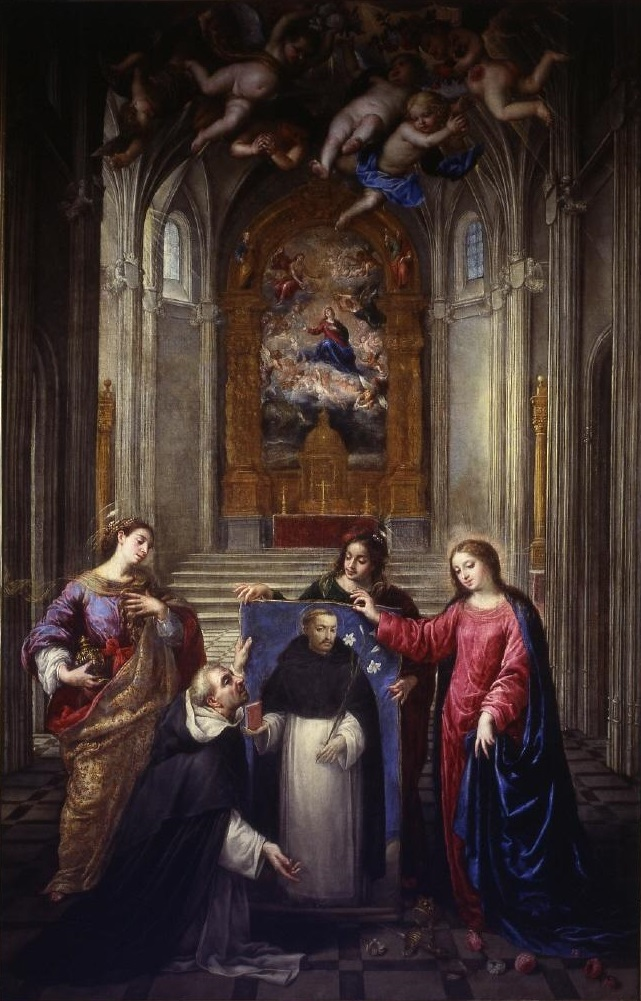
Antonio de Pereda.
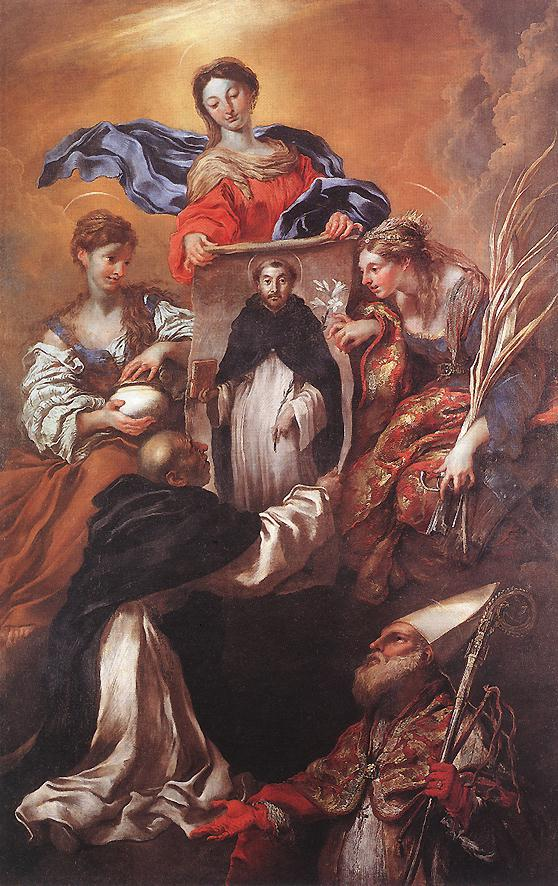
Giovanni Benedetto Castiglione.
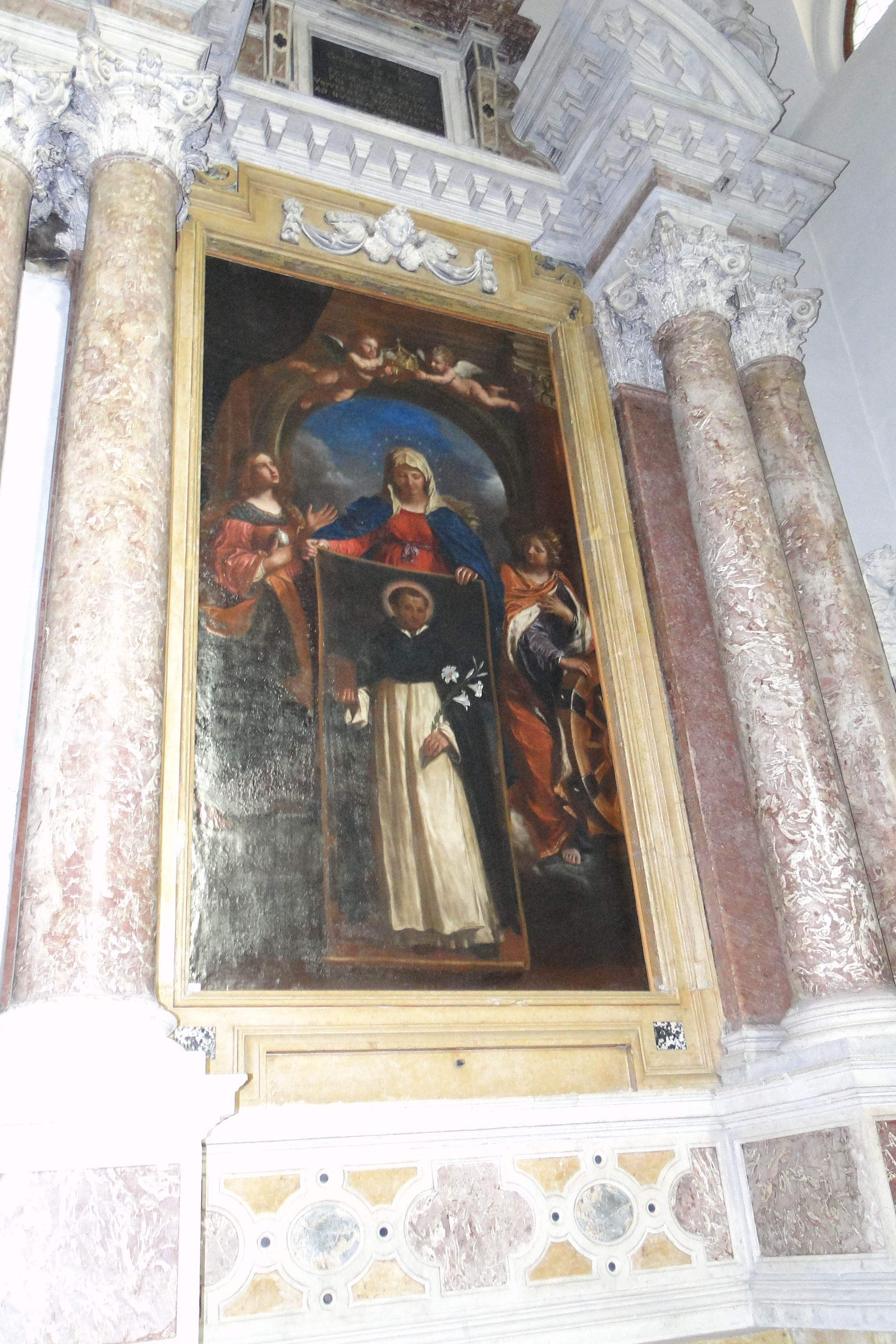
Le Guerchin.
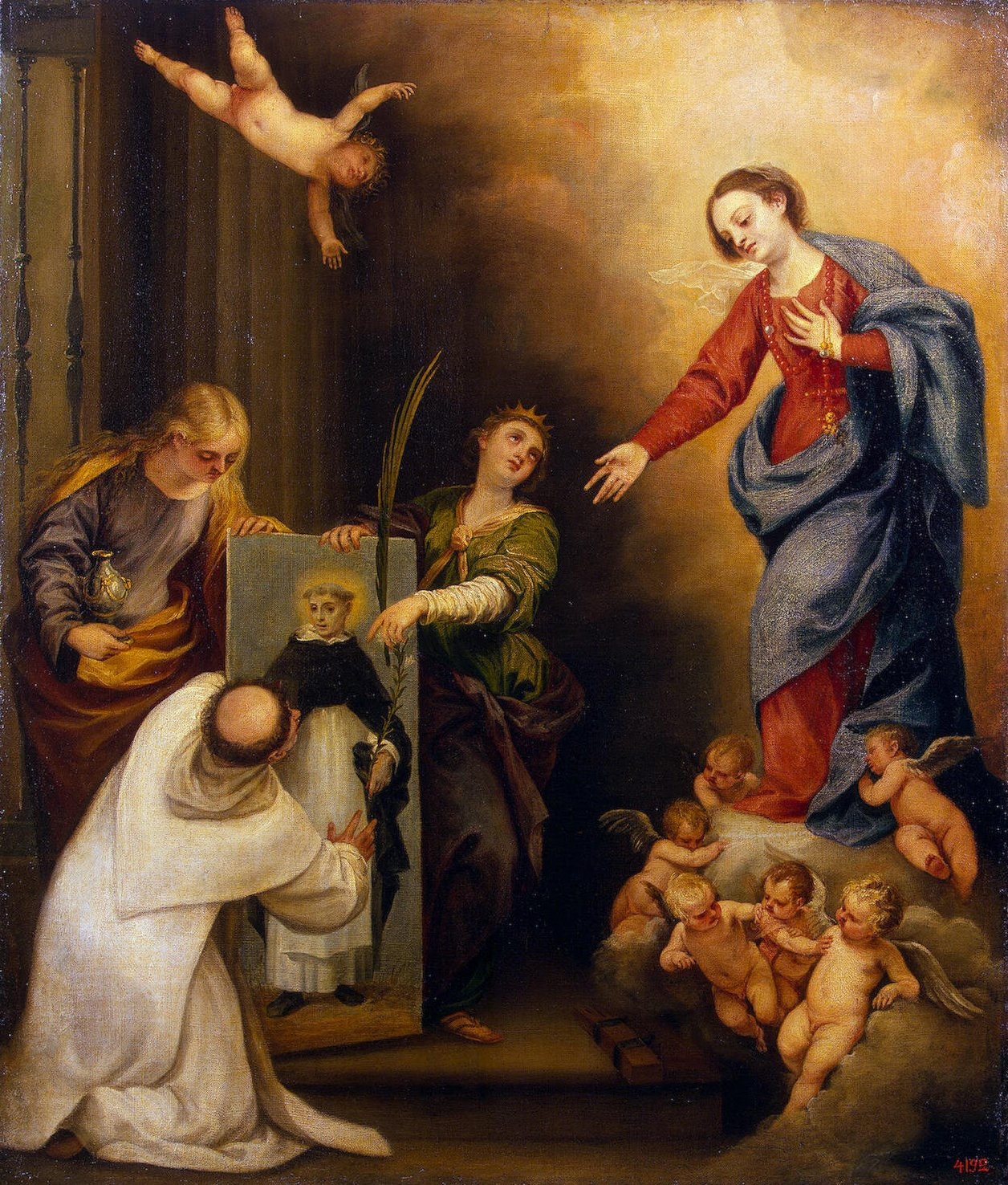
Pedro Atanasio Bocanegra.
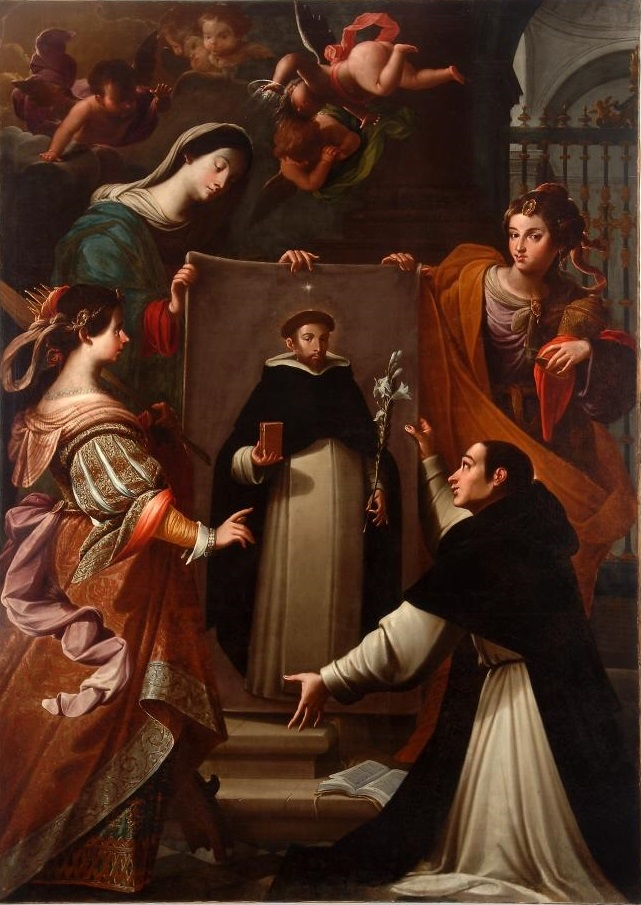
Andrés Amaya.

## Bâtiments ecclésiastiques
Bâtiments ecclésiastiques nommés d'après, et donc peut-être dédiés à  Saint Dominique à Soriano (classées par date) : 
- Iglesia de Santo Domingo (Güímar) (es), une église à Tenerife, îles Canaries, sur le site de l'ancien couvent de Santo Domingo Soriano (fondée en 1649)[18].
- Chiesa di San Domenico Soriano (it), une église à Naples (fondée en 1673).
- Santo Domingo de Soriano, une église de Villa Soriano, Uruguay (construction commencée en 1751).